# مدرسه شبانه‌روزی دختران وزارت دفاع روسیه

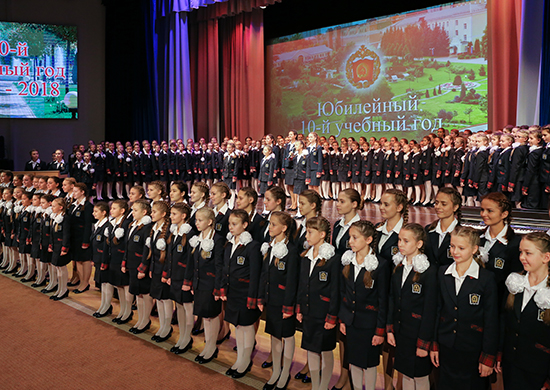
مدرسه در روز دانش در ماه سپتامبر ۲۰۱۷

مدرسه شبانه روزی دختران وزارت دفاع فدراسیون روسیه (جی بی اس-ام دی آر اف) ( به زبان روسی Школа-интернат для девочек Министерства обороны Российской Федерации ) یک بنیاد آموزشی روسی برای دختران می باشد که توسط وزارت دفاع روسیه سازمان می شود. این مدرسه یک بنیاد آموزشی پیش دانشگاهی از سپاه کادت (روسیه) می باشد.

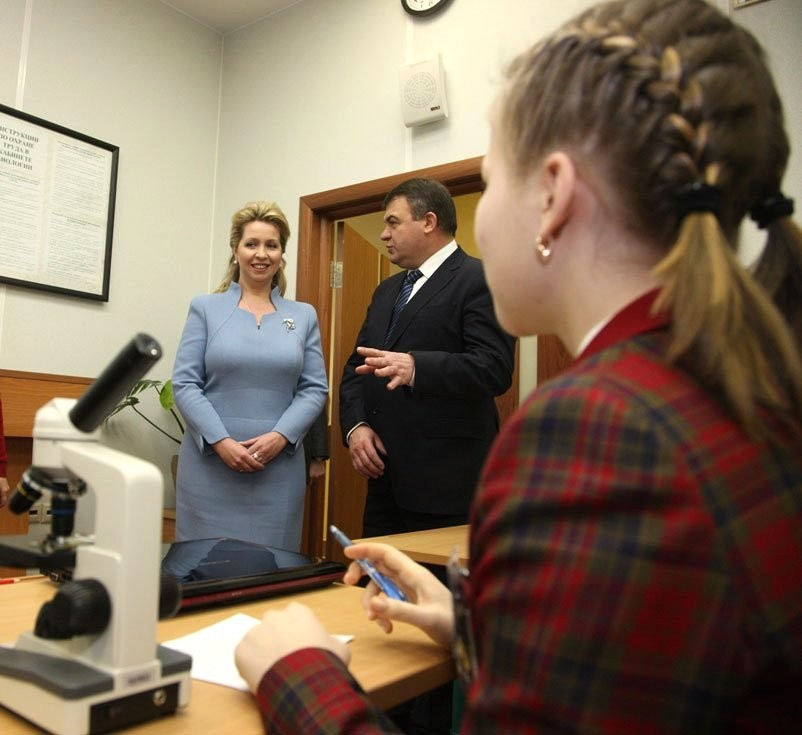
بانوی نخستی روسیه سوتلانا مدودوا به همراه وزیر دفاع آناتولی سردیوکوف در مدرسه در سال ۲۰۰۸

این مدرسه در سال ۲۰۰۸ به عنوان قسمتی از راهبرد عمرانی اجتماعی نیروهای مسلح فدراسیون روسیه پایه گذاری شد. دختر های سربازان از پایه تحصیلی پنجم تا پایه یازدهم در مدرسه شبانه روزی تعلیم می بینند و سالانه ۱۲۰ دختر دست کم ۱۱ سال را قبول می نمایند. در روزهای پایانی سال تحصیلی، مقدار کثیری از دختر ها این انتخاب را دارا می باشند که در دانشگاه های نظامی و غیرنظامی در روسیه و خارج از کشور شرکت نمایند. در حال حاضر بیش از ۵۰ باشگاه (رقص، آواز، موسیقی، ورزش، تئاتر، آشپزی، روزنامه نگاری، اعضای نوازندگان طبل و نظایر آن) در مدرسه انفعال می باشند. بعد از کلاس در روزهای هفته و همچنین در  روز های تعطیلات آخر هفته ، دختر ها به همراه مربی های خود به شهر سفر می نمایند و از تئاترها، موزه ها، نمایشگاه ها و پارک های مسکو دیدار می نمایند. لباس‌هایی که کادت‌ها بر تن پوشیده توسط استایلیست‌های معروف روسی همانند کیرا پلاستینینا و والنتین یوداشکین دوخته می‌شود، در حالی که تمرین‌های تربیت بدنی توسط مرکز آماده‌سازی فضانوردها تشکیل گردیده است.     